# 11728 Einer
11728 Einer (1998 JC2) là một tiểu hành tinh vành đai chính.